# Ulica Zamkowa w Wałbrzychu
Ulica Zamkowa (Schloßstraße) – niewielka ulica w centrum Wałbrzycha, której historia sięga około XVII wieku. Ulica łączy się z ulicą Stanisława Moniuszki oraz ze skrzyżowaniem ulicy Książęcej i Młynarskiej.

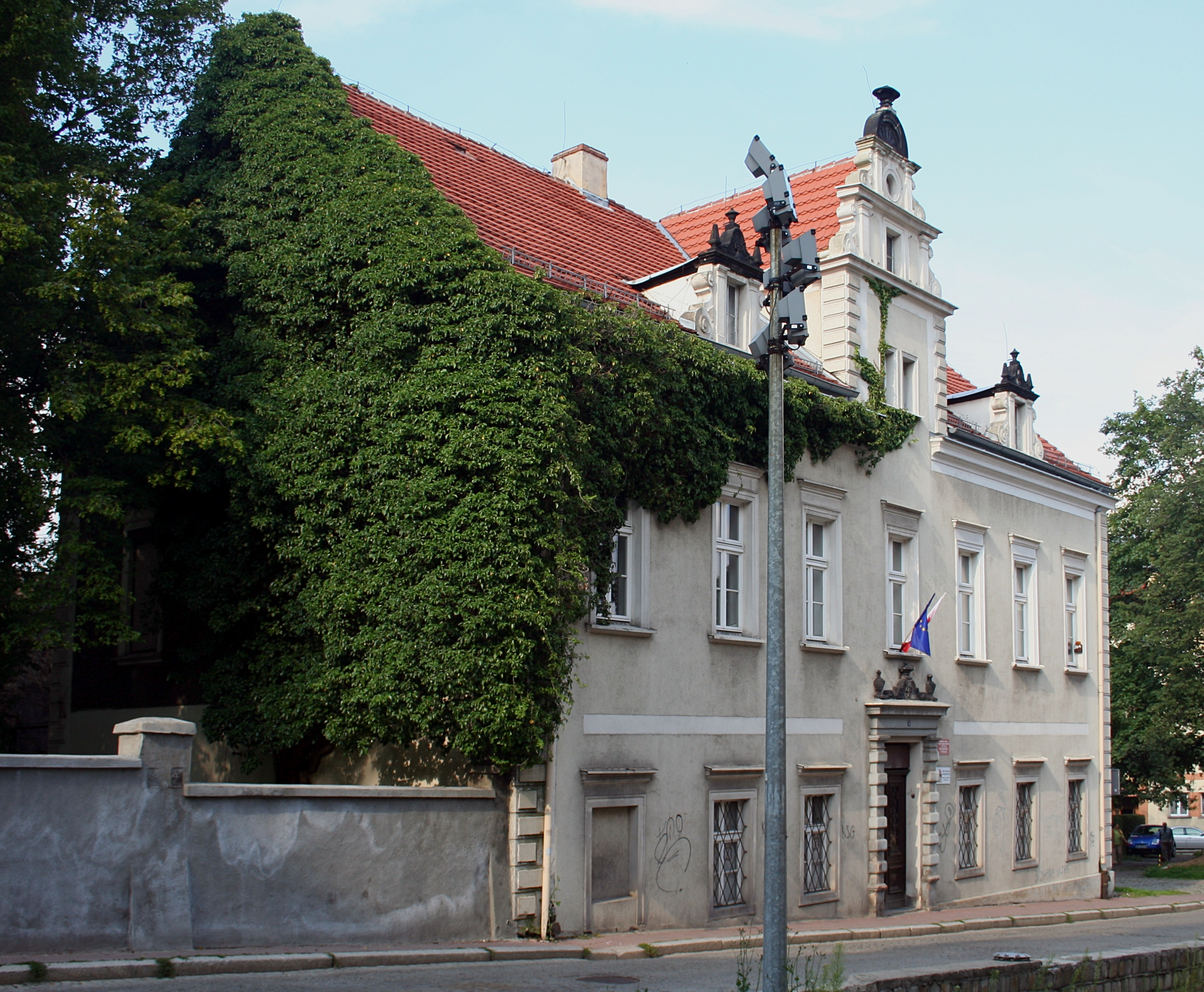
Wojewódzki Urząd Ochrony Zabytków w Wałbrzychu ul.Zamkowa 3

## Opis
Droga posiada nawierzchnię z kostki brukowej, jest nachylona w kierunku skrzyżowania z ulicami Młynarską i Książęcą. Od strony ulicy Moniuszki po obu stronach znajdują się mury, po prawej znajduje się mur z zabudowaniami pałacowymi, po drugiej stronie znajduje się mur szkoły muzycznej, która ma siedzibę przy ulicy Moniuszki, dalsza część ulicy to kilka zabudowań.

## Obiekty
- Kampus Państwowej Wyższej Szkoły Zawodowej w Wałbrzychu, w skład którego wchodzą:
  - Pałac Czettritzów nazywany również „Zamkiem” wybudowany w latach 1604–1628 w stylu renesansowym, przez Dippranda Czettritza. Był on jednocześnie właścicielem zamku Nowy Dwór i miasta Wałbrzycha. Pałac posiada bogato zdobione wnętrza, położony jest w parku stanowiąc zespół pałacowy.
  - Pomnik Księżnej Daisy postawiony 2007 r.
  - Pień skamieniały drzewa szpilkowego, sprzed 300 mln lat rosnącego w okresie karbonu
  - Budynek dydaktyczny uczelni przy ulicy Piotra Skargi
  - Dawne oficyny i powozownia zamkowa przy ulicy Młynarskiej (obecnie nowoczesne akademiki)
  - Aula Audytoryjna
  - Willa nr 43 (bardziej przy ulicy Moniuszki ale wchodzi w skład kampusu)
- Park Czettritzów
- Willa Książęca nr 2 w którym mieszkała i zmarła księżna Daisy von Pless. Dawniej była tutaj siedziba Kuratorium Oświaty.
- Budynek nr 3 Wojewódzki Urząd Ochrony Zabytków Delegatura w Wałbrzychu.
  - Dawne pałacowe stajnie i wozownie.
- Dawny Dom Aktora, siedziba inspektora lasów majątku Czettritzów